# یواس‌ان‌اس پارکرسبرگ (تی-ای‌او-۱۶۳)
یواس‌ان‌اس پارکرسبرگ (تی-ای‌او-۱۶۳) (به انگلیسی: USNS Parkersburg (T-AO-163)) یک کشتی است که طول آن ۵۲۳ فوت ۶ اینچ (۱۵۹٫۵۶ متر) می‌باشد. این کشتی در سال ۱۹۴۴ ساخته شد.